# Berkach (Hessen)

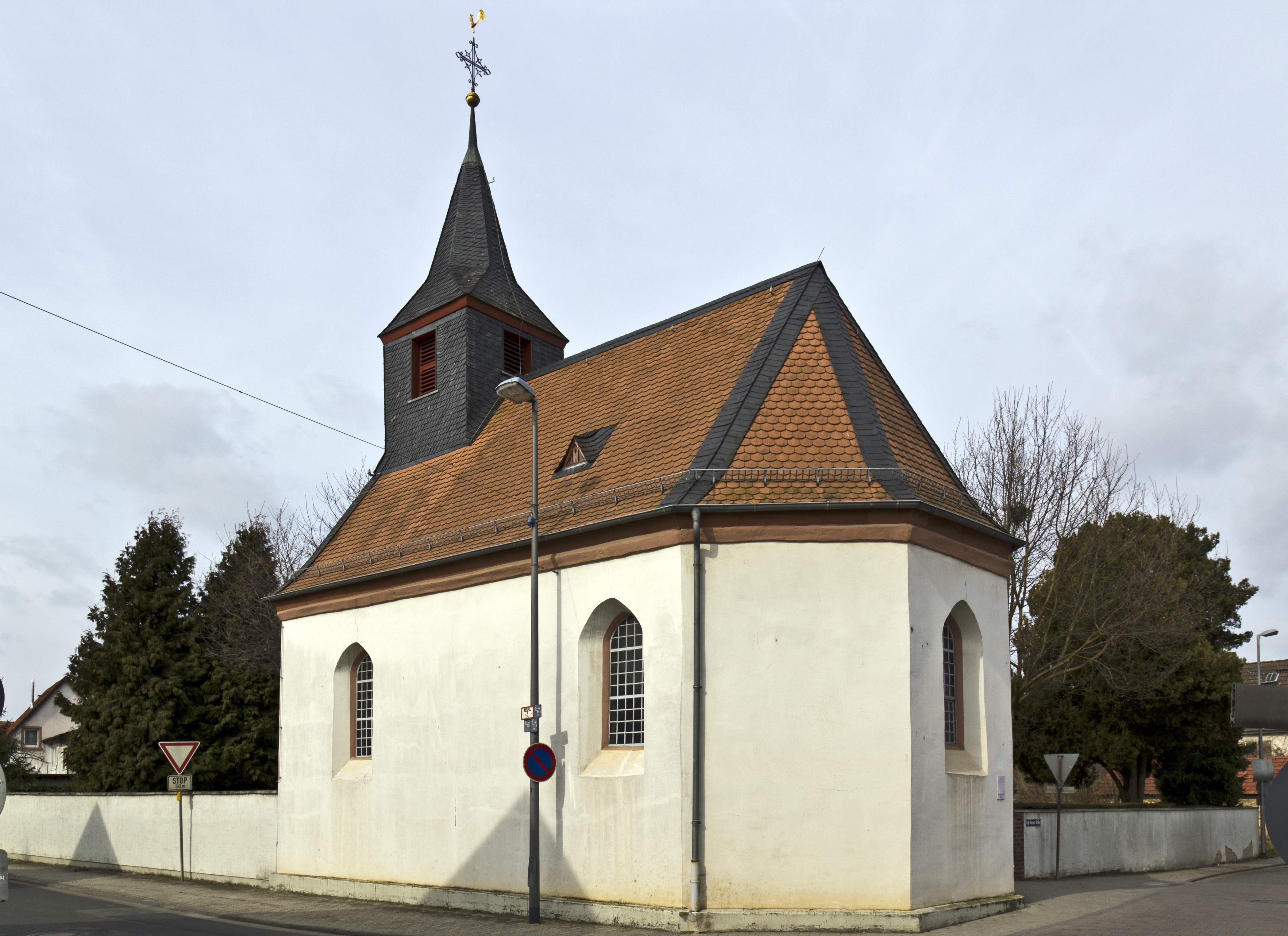
Evangelische Kirche

Berkach (mundartlich: Bergoff) ist ein Stadtteil der Kreisstadt Groß-Gerau im südhessischen Landkreis Groß-Gerau.

## Geographische Lage
Im Norden der Ebene des Hessischen Ried liegt Berkach in einer nach Westen offenen, vom Scheidgraben im Süden und vom Landgraben im Osten und Norden gebildeten weitgehend verlandeten Mäanderschleife, die der Neckar vor 2000 Jahren ausgebildet hatte, als er noch bei Trebur in den Rhein mündete. Diese Schleife schneidet der Mühlgraben ab, der durch den Ort führt.
In der Gemarkung liegt die Wüstung Altbachs-Mühle.
Die nächstgelegenen Ortschaften sind im Norden Dornberg, im Osten Büttelborn, im Süden Dornheim und im Westen Wallerstädten.

## Geschichte

### Mittelalter
Der früheste erhalten gebliebene urkundliche Nachweis belegt das Bestehen von Birkehe oder Birchehe 1035. Berkach war Teil von Germaremarcha. Damals schenkte König Konrad II. dem Kloster Fulda dort eine Besitzung. Weitere Hinweise auf die Besitzverhältnisse in Berkach finden sich
- 1246, als Konrad von Dornberg sieben Ritter und zwei Oppenheimer Bürger mit den Bewohnern und Einkünften von Villa Weneghgerahe, Villa Bercach und Villa Altloch belehnte.
- 1407, als Graf Johann von Katzenelnbogen dem Konrad von Frankenstein 166 fl. 8 große jährlicher Gült von seinen Dörfern Berkach und Wallerstädten wiederlöslich um 2000 fl. kaufte.
- 1479 erbten die Landgrafen von Hessen die Grafschaft Katzenelnbogen und mit ihr das Amt Dornberg und Berkach.

Als Ortsname sind in den historischen Unterlagen unter anderem Bercach, villa (1246), Bercka (bis 1403), Berckauch (1419), Birkawe (1468), Berckbach (1508), Berckhof (1557) und Bergach (1738) dokumentiert.

### Frühe Neuzeit
Bei der Teilung der Landgrafschaft Hessen unter den Erben Philipp des Großmütigen 1567 gelangte Berkach an die Landgrafschaft Hessen-Darmstadt. Noch deren erster Regent, Georg I., veranlasste, dass die von seinem Kanzler, Johann Kleinschmidt, zusammengestellte Rechtssammlung Landrecht der Obergrafschaft Katzenelnbogen auch dort rechtsverbindlich wurde. Sie galt in Berkach als Partikularrecht, subsidiär ergänzt um das Gemeine Recht, bis ans Ende des 19. Jahrhunderts. Erst das Bürgerliche Gesetzbuch, das einheitlich im ganzen Deutschen Reich galt, setzte zum 1. Januar 1900 das alte Partikularrecht außer Kraft.
Die Zentberechtigten waren
- 1514 der fürstliche Rat des Landgrafen Philipp von Hessen Jakob von Taubenheim.
- 1609 Landgraf Ludwig V., die Herren Groschlag v. Dieburg und der Pfarrer von Groß-Gerau.
- 1794 die Landgrafschaft Hessen-Darmstadt und die Pfarrei Groß-Gerau.

1672 wurde das Dorf von „teutschen Soldaten abgebrannt“.

### Neuzeit
1806 wurde die Landgrafschaft Hessen-Darmstadt zum Großherzogtum Hessen. Hier lag Berkach in der Provinz Starkenburg (seit 1816), im Amt Dornberg. Im Zuge der Verwaltungsreform von 1821 wurden die Ämter aufgelöst, für die Verwaltungsaufgaben Landratsbezirke gebildet und für die Rechtsprechung Landgerichte eingerichtet. Für Berkach zuständig war nun der Landratsbezirk Dornberg, für die Rechtsprechung das Landgericht Großgerau, ab 1879 das Amtsgericht Groß-Gerau. 1829 hatte Berkach 35 Häuser und 186 Einwohner. Alle – außer zweien – waren lutherisch, einer reformiert, einer römisch-katholisch.
1832 wurden Kreise geschaffen. Berkach lag nun im Kreis Groß-Gerau. Die Provinzen, die Kreise und die Landratsbezirke des Großherzogtums wurden am 31. Juli 1848 abgeschafft und durch Regierungsbezirke ersetzt, was jedoch am 12. Mai 1852 wieder rückgängig gemacht wurde. Dadurch gehörte Berkach zwischen 1848 und 1852 zum Regierungsbezirk Darmstadt, bevor wieder der Kreis Groß-Gerau für die übergeordnete Verwaltung zuständig wurde. Dort verblieb der Ort durch alle weiteren Verwaltungsreformen bis heute.
Die Gemeinde Berkach schloss sich im Zuge der Gebietsreform in Hessen am 31. Dezember 1971 freiwillig der Stadt Groß-Gerau an. Ortsbezirke wurden nicht gebildet.

### Verwaltungsgeschichte im Überblick
Die folgende Liste zeigt die Staaten und Verwaltungseinheiten, denen Berkach angehört(e):
- vor 1479: Heiliges Römisches Reich, Grafschaft Katzenelnbogen, Obergrafschaft Katzenelnbogen, Amt Dornberg
- ab 1479: Heiliges Römisches Reich, Landgrafschaft Hessen (durch Erbfall), Obergrafschaft Katzenelnbogen, Amt Dornberg
- ab 1567: Heiliges Römisches Reich, Landgrafschaft Hessen-Darmstadt, Obergrafschaft Katzenelnbogen, Amt Dornberg
- ab 1803: Heiliges Römisches Reich, Landgrafschaft Hessen-Darmstadt, Fürstentum Starkenburg, Amt Dornberg
- ab 1806: Großherzogtum Hessen,[Anm. 2] Fürstentum Starkenburg, Amt Dornberg[14]
- ab 1815: Großherzogtum Hessen[Anm. 3], Provinz Starkenburg, Amt Dornberg
- ab 1821: Großherzogtum Hessen, Provinz Starkenburg, Landratsbezirk Dornberg[Anm. 4]
- ab 1832: Großherzogtum Hessen, Provinz Starkenburg, Kreis Groß-Gerau
- ab 1848: Großherzogtum Hessen, Regierungsbezirk Darmstadt
- ab 1852: Großherzogtum Hessen, Provinz Starkenburg, Kreis Groß-Gerau
- ab 1871: Deutsches Reich, Großherzogtum Hessen, Provinz Starkenburg, Kreis Groß-Gerau
- ab 1918: Deutsches Reich,[Anm. 5] Volksstaat Hessen, Provinz Starkenburg, Kreis Groß-Gerau
- ab 1938: Deutsches Reich, Volksstaat Hessen, Landkreis Groß-Gerau[15][Anm. 6]
- ab 1945: Deutsches Reich, Amerikanische Besatzungszone,[Anm. 7] Groß-Hessen, Regierungsbezirk Darmstadt, Landkreis Groß-Gerau
- ab 1946: Deutsches Reich, Amerikanische Besatzungszone, Land Hessen, Regierungsbezirk Darmstadt, Landkreis Groß-Gerau
- ab 1949: Bundesrepublik Deutschland, Land Hessen, Regierungsbezirk Darmstadt, Landkreis Groß-Gerau
- ab 1972: Bundesrepublik Deutschland, Land Hessen, Regierungsbezirk Darmstadt, Landkreis Groß-Gerau, Stadt Groß-Gerau[Anm. 8]

### Einwohnerentwicklung
| • 1629: | 23 Hausgesesse           |
| • 1806: | 193 Einwohner, 35 Häuser |
| • 1829: | 186 Einwohner, 35 Häuser |
| • 1867: | 241 Einwohner, 38 Häuser |

| Berkach: Einwohnerzahlen von 1791 bis 2020 | Berkach: Einwohnerzahlen von 1791 bis 2020 | Berkach: Einwohnerzahlen von 1791 bis 2020 | Berkach: Einwohnerzahlen von 1791 bis 2020 | Berkach: Einwohnerzahlen von 1791 bis 2020 |
| --- | ------------------------------------------ | ------------------------------------------ | ------------------------------------------ | ------------------------------------------ |
| Jahr |                                            |                                            |                                            | Einwohner                                  |
| 1791 | 1791                                       |                                            | 170                                        | 170                                        |
| 1800 | 1800                                       |                                            | 145                                        | 145                                        |
| 1806 | 1806                                       |                                            | 193                                        | 193                                        |
| 1829 | 1829                                       |                                            | 186                                        | 186                                        |
| 1834 | 1834                                       |                                            | 211                                        | 211                                        |
| 1840 | 1840                                       |                                            | 212                                        | 212                                        |
| 1846 | 1846                                       |                                            | 202                                        | 202                                        |
| 1852 | 1852                                       |                                            | 209                                        | 209                                        |
| 1858 | 1858                                       |                                            | 240                                        | 240                                        |
| 1864 | 1864                                       |                                            | 232                                        | 232                                        |
| 1871 | 1871                                       |                                            | 247                                        | 247                                        |
| 1875 | 1875                                       |                                            | 260                                        | 260                                        |
| 1885 | 1885                                       |                                            | 266                                        | 266                                        |
| 1895 | 1895                                       |                                            | 285                                        | 285                                        |
| 1905 | 1905                                       |                                            | 323                                        | 323                                        |
| 1910 | 1910                                       |                                            | 337                                        | 337                                        |
| 1925 | 1925                                       |                                            | 334                                        | 334                                        |
| 1939 | 1939                                       |                                            | 347                                        | 347                                        |
| 1946 | 1946                                       |                                            | 535                                        | 535                                        |
| 1950 | 1950                                       |                                            | 545                                        | 545                                        |
| 1956 | 1956                                       |                                            | 466                                        | 466                                        |
| 1961 | 1961                                       |                                            | 487                                        | 487                                        |
| 1967 | 1967                                       |                                            | 555                                        | 555                                        |
| 1970 | 1970                                       |                                            | 603                                        | 603                                        |
| 1980 | 1980                                       |                                            | ?                                          | ?                                          |
| 1990 | 1990                                       |                                            | ?                                          | ?                                          |
| 2000 | 2000                                       |                                            | ?                                          | ?                                          |
| 2011 | 2011                                       |                                            | 963                                        | 963                                        |
| 2015 | 2015                                       |                                            | 1.083                                      | 1.083                                      |
| 2020 | 2020                                       |                                            | 1.100                                      | 1.100                                      |
| Datenquelle: Historisches Gemeindeverzeichnis für Hessen: Die Bevölkerung der Gemeinden 1834 bis 1967. Wiesbaden: Hessisches Statistisches Landesamt, 1968. Weitere Quellen: LAGIS; 1791; 1800; Zensus 2011; nach 2011 Website Groß-Gerau (Webarchiv) |                                            |                                            |                                            |                                            |

### Religionszugehörigkeit
| • 1829: | 284 lutherische (= 99,30 %), 1 reformierter (= 0,35 %), und 1 katholische (= 0,35 %) Einwohner |
| • 1961: | 392 (= 80,49 %) evangelische, 79 (= 16,22 %) römisch-katholische Einwohner                     |

## Kultur und Sehenswürdigkeiten
Ortsbildprägende Gebäude in der Rathausstraße sind die Evangelische Kapelle und das auf drei Seiten freistehende alte Rathaus von 1597, ein stattlicher Fachwerkbau mit reichem Balkenwerk und Schnitzereien.
2016 nahm Berkach erstmals an der alle 2 Jahre stattfindenden Aktion „Der Kreis rollt“ teil. Die Fahrradroute verlief mitten durch den Ort, die B44 war für den Autoverkehr gesperrt. Viele Vereine und Institutionen beteiligten sich mit Ständen und Ausstellungen.

## Verkehr und Infrastruktur
Den Ortskern im Westen berührend verbindet die Bundesstraße 44 Berkach mit der Kernstadt Groß-Gerau. Von dieser Verkehrsader nach Osten abzweigend durchquert die Kreisstraße K 160 den Ortskern in Richtung Büttelborn. Östlich verläuft die Bahnstrecke Mannheim–Frankfurt am Main.
Im Alten Rathaus ist ein Jugendtreff untergebracht. Ferner gibt es am Ort ein Dorfgemeinschaftshaus und diesem benachbart einen Kindergarten.